# Classe Thomaston
A Classe Ceará é a classe que corresponde aos navios de desembarque de doca norte-americano da Classe Thomaston, que passaram a ser utilizados pela Marinha do Brasil.
A Classe Thomaston era constituída por oito navios incorporados pela Marinha dos Estados Unidos entre 1954 e 1957.
Estes navios são conhecidos como navios de desembarque de doca por possuírem uma doca alagável interna. As embarcações de desembarque transportadas dentro da mesma podem ser lançadas ao mar quando esta é inundada. Em uma operação anfíbia, isto permite que os navios não precisem se aproximar da praia, somente as embarcações menores que levarão os fuzileiros e veículos para ocupar a praia.
O NDD Ceará  e o NDD Rio de Janeiro tem sido importantes no esforço logístico para manter as operações da Missão de Paz no Haiti.

## Características

### Dimensões
- Deslocamento: 7.252 Ton. (padrão) e 11.631 Ton. (carregado)
- Comprimento: 155.45 Metrôs
- Boca: 25.60 Metrôs
- Calado: 5.80 Metrôs máximo
- Tripulação: 405 homens sendo 21 oficias e 384 praças.
- Construtor: Ingalls SB, USA.

### Desempenho
- Propulsão: Vapor, 2 caldeiras Babcock & Wilcox de 40.8 kg/cm² 2 turbinas a vapor GE gerando 24.000 hp acoplados à 2 eixo.
- Combustível: 1.300 toneladas
- Velocidade (nós): 22.5 nós
- Raio de Ação (milhas): 13.000 milhas náuticas à 10 nós, 10.000 milhas náuticas à 20 nós  ou 5.300MN à 22.5 nós
- Capacidade de carga e equipamentos: Doca medindo 119.2 x 14.6 metrôs, com capacidade para 2x EDCG'S (LCU), ou 18x EDVM'S (LCM 6) ou 6x EDVM'S (LCM 8), estacionamento de veículos na parte de vante da doca com uma  área de 975M², pode transporta 7.400 toneladas de carga. É equipados com 2 guindaste com 50 toneladas de capacidade cada, 2x EDVP'S e 2x lanchas de transporte de pessoal do tipo LCP.
- Tropa transportada: 341 fuzileiros sendo 29 oficias e 384 praças.
- Helicóptero: plataforma

### Sensores
Radar de vigilância aérea SPS-6C, radar de superfície SPS-10 e radar de navegação CRP-3100.

### Armamentos
6x canhões de 3 pol. (76mm) Mk33  em três reparos duplos e 4x metralhadoras Browning M2 calibre 12.7mm (.50).

## Lista de navios
- NDD Ceará (G-30), ex-USS Hermitage

Descomissionado e afundado como alvo
- NDD Rio de Janeiro (G-31), ex-USS Alamo

Descomissionado